# Стеженский, Леонид Васильевич
Леони́д Васи́льевич Стеже́нский (4 марта 1868 — 26 августа 1941) — русский архитектор, мастер модерна.

## Биография
В 1881 году поступил в Московское училище живописи, ваяния и зодчества, из которого выбыл в 1890 году не окончив полного курса. В 1914 году служил архитектором Покровской общины сестёр милосердия. Имел обширную архитектурную практику в Москве, работая в стиле модерн и сохраняя приверженность этому стилю вплоть до начала 1910-х годов.
Похоронен в Москве на Ваганьковском кладбище (уч-к 44).

## Постройки в Москве

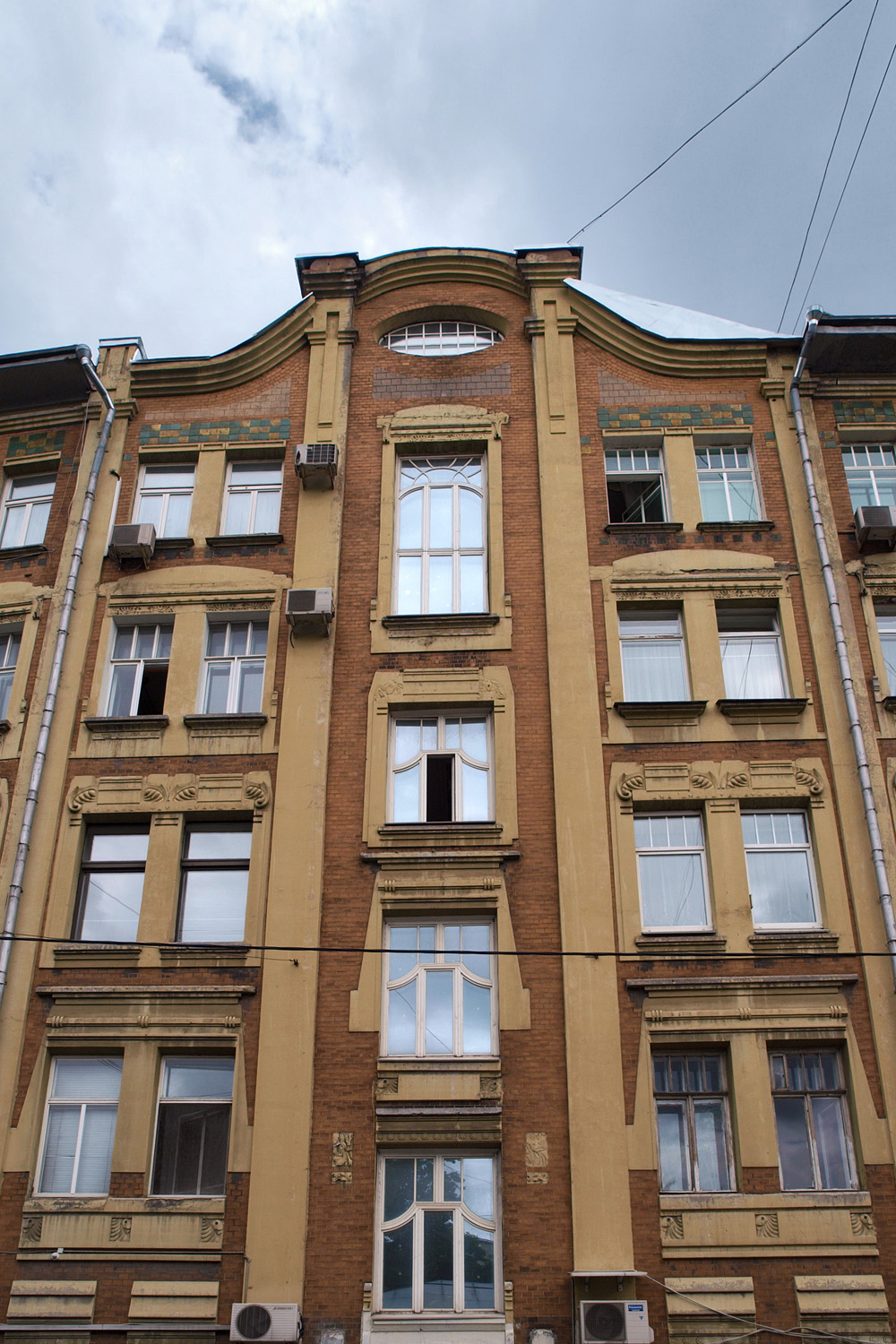
Доходный дом Н. С. Павлова

- Доходный дом (1901, Аристарховский переулок, 3)[Комм 1];
- Доходный дом (1903, Улица Покровка, 25, во дворе);
- Жилой дом (1903, Бутырская улица, 67), ценный градоформирующий объект[3];
- Доходный дом С. Н. Павлова (1904, Трубниковский переулок, 24, во дворе);
- Доходный дом С. Н. Павлова (1906, Трубниковский переулок, 24);
- Особняк и доходный дом М. Пайкерта — Н. С. Воробьева (1906, Улица Большая Полянка, 58), объект культурного наследия регионального значения[3];
- Марфо-Мариинская обитель, совместно с А. В. Щусевым, Б. В. Фрейденбергом (1906, Улица Большая Ордынка, 34);
- Зимний сад Общины сестёр милосердия (1906, Улица Большая Ордынка, 34а);
- Доходный дом (1906, Улица Земляной Вал, 64), ценный градоформирующий объект[3];
- Доходный дом Гольцевой (1906, Барыковский переулок, 6);
- Доходный дом (1907, Малый Головин переулок, 5);
- Доходный дом Страстного монастыря (1908, Большая Садовая улица, 2), надстроен в 1990-е годы;
- Собор Покрова Пресвятой Богородицы в Марфо-Мариинской обители сестер милосердия (1908—1912, Улица Большая Ордынка, 34 стр. 3), объект культурного наследия федерального значения[3][4];
- Церковь Жён Мироносиц Марфы и Марии в Марфо-Мариинской обители сестер милосердия (1909, Улица Большая Ордынка, 34)[5];
- Доходный дом Г. К. Китинева (1909, Малая Бронная улица, 12);
- Женская гимназия Н. П. Хвостовой (1910, Кривоарбатский переулок, 15);
- Доходный дом Зачатьевского монастыря (1911, Никитский бульвар, 5);
- Доходный дом Богадельни Грихвостова (1911, Армянский переулок, 11/2а), ценный градоформирующий объект[3];
- Дом церкви Николая Чудотворца Явленного с залом для общественных собраний и библиотекой (1911, Арбат, 18/1 стр. 2), выявленный объект культурного наследия[3];
- Серафимо-Знаменский скит (1910—1912)
- Доходный дом А. Ф. Таланова (1912, Поварская улица, 29);
- Дворовый корпус гостиницы А. Ечкина (1914, Арбат, 23, стр. 2 во дворе), ценный градоформирующий объект[3];
- Больница Покровской общины сестёр милосердия в память 300-летия дома Романовых (1914, Улица Гастелло, 42);
- Церковь Михаила Малеина при Романовской больнице во Владычне-Покровской общине сестёр милосердия (1914, Улица Гастелло, 42)[6];
- Доходный дом К. И. Пчелина (1914, Лялин переулок, 22).

## Комментарии
1. ↑  Здесь и далее проекты и постройки даны по М. В. Нащокиной, с необходимыми дополнениями и уточнениями.